# Marcgravia macroscypha
Marcgravia macroscypha är en tvåhjärtbladig växtart som beskrevs av Ernest Friedrich Gilg och Werderm. Marcgravia macroscypha ingår i släktet Marcgravia och familjen Marcgraviaceae. Inga underarter finns listade i Catalogue of Life.